# Узынколь (Жамбылский район)
Узынколь (каз. Ұзынкөл, до 1999 г. — Комсомольское) — село в Жамбылском районе Северо-Казахстанской области Казахстана. Входит в состав Мирного сельского округа. Код КАТО — 594651300.

## Население
В 1999 году население села составляло 361 человек (180 мужчин и 181 женщина). По данным переписи 2009 года, в селе проживало 243 человека (112 мужчин и 131 женщина).